# José do Canto
José do Canto (Ponta Delgada, 20 de Dezembro de 1820 — Ponta Delgada, 10 de Julho de 1898) foi um grande proprietário e intelectual português que se distinguiu como bibliófilo e como promotor da introdução de novas culturas e tecnologias agrícolas nos Açores. Era um amante da jardinagem e um botânico amador de nomeada, a ele se devendo a plantação do Jardim José do Canto, em Ponta Delgada, um parque de excepcional beleza e diversidade florística. Foi um apaixonado pela obra de Luís de Camões, reunindo uma colecção camoniana que inclui obras de grande raridade.

## Biografia
José do Canto foi filho do rico morgado e político José Caetano Dias do Canto e Medeiros e de sua mulher Margarida Isabel Botelho, ambos ligados às mais importantes e ricas famílias das ilhas de São Miguel e Faial. Foi irmão do também bibliófilo Ernesto do Canto.
O pai tinha uma cultura invulgar para o tempo, tendo decidido educar esmeradamente os filhos. José do Canto iniciou os seus estudos aos 5 anos de idade, tendo tido um conjunto de preceptores que lhe permitiram ultrapassar a inexistência de ensino público de qualidade na ilha. Demonstrando grande inteligência e aplicação, aprendeu precocemente o latim, completando os seus estudos com apenas 9 anos de idade e sendo capaz, aos 10 anos de ler as obras de Catão, o Velho, na língua original.
O pai enviou-o para Paris em 1838, onde frequentou o Colégio de Fontenay-aux-Roses, então dirigido pelo egresso miguelista frei José da Sacra Família. Não se adaptou, regressando pouco depois aos Açores.
Em 1840 matricula-se na Universidade de Coimbra como aluno da Faculdade de Matemática. Iniciado o curso, interrompe os estudos para regressar a Ponta Delgada onde a família lhe tinha arranjado casamento com a rica herdeira de vínculos nas ilhas de São Miguel e Faial D. Maria Guilhermina Taveira Brum da Silveira, que então tinha 15 anos de idade.
Casa com apenas 22 anos de idade e dedica-se de imediato à administração das grandes propriedades pertencentes à esposa. Com grande determinação e uma visão iluminista da sociedade, decide-se introduzir grandes mudanças na forma como a propriedade era gerida e nas técnicas agrárias utilizadas.
Contrata técnicos no estrangeiro, assina as revistas internacionais de agricultura e inicia um percurso de tentativa de reforma da agricultura micaelense. Para mobilizar esforços em torno do seu projecto, promove a fundação da Sociedade Promotora da Agricultura Micaelense, ensaiando sob a sua égide novas culturas e plantas. Contribui para a publicação do periódico Agricultor Micaelense, órgão da Sociedade Promotora, provavelmente a primeira publicação agrícola lusófona. Entre as culturas que ensaiou estão o ananás, o chá. Nas suas propriedades dos arredores de Ponta Delgada e das Furnas ensaia a aclimatação de múltiplas plantas, entre as quais a camélia e a criptoméria, hoje muito expandidas no arquipélago.
Nunca se interessou pela política. Quando o convidaram para ser deputado, recusou, publicando um manifesto com as razões do seu acto. Contudo teve um papel decisivo na obtenção junto do governo português do diploma que autorizou a construção da doca de Ponta Delgada. Ainda assim aceitou presidir à Junta Geral do Distrito de Ponta Delgada no ano de 1878.
José do Canto teve uma acção benemerente assinalável, financiando diversas instituições de solidariedade social, entre as quais um asilo na Ribeira Grande.
Interessado pela jardinagem e pela botânica, José do Canto concebeu a construção de um grande jardim, ao estilo inglês, a instalar numa leira de terras pertencente à sua esposa sita, então, nos arredores norte de Ponta Delgada, nas imediações da antiga ermida de Santana. O jardim, hoje conhecido por Jardim José do Canto, construído a partir de 1845 com projecto do arquitecto londrino David Mocatta, tem marcada influência inglesa do período vitoriano, com grande variedade botânica e notável beleza paisagística.
Com cerca de 6 hectares e mais de 6 000 espécies de árvores e arbustos, o Jardim José do Canto é o exemplar mais representativo dos jardins botânicos criados por diversas famílias açorianas a partir do final do século XVIII. Contíguo ao jardim do Palácio de Santana, residência oficial do presidente do Governo dos Açores, o jardim contém no seu interior e periferia diversas construções de interesse, nomeadamente o monumento a José do Canto, o solar (século XVIII), uma antiga estufa de traça vitoriana adaptada a pavilhão, e a ermida de Santana (século XVII). O conjunto do jardim, palácio e estufa foi classificado como Imóvel de Interesse Público, funcionado actualmente como uma unidade de turismo de habitação.
Também se deve a José do Canto a construção, nas margens da Lagoa das Furnas, da Capela de Nossa Senhora das Vitórias um belíssimo edifício neo-gótico classificado como Imóvel de Interesse Público. Nas proximidades existe outro parque botânico, também construído por José do Canto como local de aclimatação para as plantas que importava.
José do Canto foi também um apaixonado bibliófilo e camonista coleccionando uma biblioteca pessoal com cerca de 18 mil títulos, editados do século XV ao século XIX, que, entre outras preciosidades, incluía um exemplar da primeira edição de Os Lusíadas. A colecção, resultante das múltiplas compras que José do Canto fez nos Açores e a vários alfarrabistas em Portugal, França e Inglaterra, constitui, desde Maio de 1942, um dos fundos integrados na Biblioteca Pública e Arquivo Regional de Ponta Delgada.
A colecção camoniana de José do Canto é considerada como a segunda melhor existente, reunindo todas as edições de Os Lusíadas saídas a público em português até 1898, ano da morte de José do Canto, o que corresponde a cerca de 110 edições, publicadas entre 1572 e 1892. Estão ainda incluídas 105 edições em várias línguas, incluindo húngaro, alemão, inglês, francês, italiano, espanhol, russo e japonês.
A colecção contém quase todas as primeiras edições de autores portugueses contemporâneos de José do Canto, como Alexandre Herculano, Antero de Quental, Camilo Castelo Branco e Eça de Queirós, e  ainda primeiras edições das obras de Charles Darwin, Alexandre Dumas (pai)  e Alexandre Dumas (filho).
Foi sócio da Academia das Ciências de Lisboa, eleito a 9 de Julho de 1897, e de múltiplas outras agremiações científicas e culturais.
Tentou educar os filhos na França e Alemanha, mas não foi bem sucedido. Ambos sofreram perturbações mentais e faleceram precocemente. Faleceu desgostoso com a vida, sendo sepultado na Capela de Nossa Senhora das Vitórias, que construíra especificamente para servir de mausoléu da família nas margens idílicas da Lagoa das Furnas.